# Какабадзе-Гудушаурі Маргарита Павлівна
Маргарита Павлівна Какабадзе-Гудушаурі (нар. 1916 — пом. ?) — завідувачка сільської лікарської амбулаторії у с. Ламіскана Каспського районі Грузинської РСР. Герой Соціалістичної Праці.

## Біографічна довідка
Маргарита Павлівна Какабадзе-Гудушаурі народилася у 1916 році на території сучасної Грузії. За національністю — грузинка. 
У 1939 році закінчила Тбіліський медичний інститут і з цього часу працювала завідувачкою сільської лікарської амбулаторії села Ламіскана Каспського району Грузинської СРСР (нині — Каспійського муніципалітету краю Шида Картлі Грузії).
Указом Президії Верховної Ради СРСР від 4 лютого 1969 року "за великі заслуги в області охорони здоров'я радянського народу" Какабадзе-Гудушаурі Маргариті Павлівні присвоєно звання Героя Соціалістичної Праці із врученням ордена Леніна і золотої медалі «Серп і Молот».
Проживала в селі Ламіскана Каспського району.

## Нагороди та звання
- Герой Соціалістичної Праці (№ 12246, 04.02.1969)
- Орден Леніна (№ 401011, 04.02.1969)
- медаль «За трудову відзнаку» (16.10.1951)